# Церковь Пресвятой Богородицы (Агбулаг)
Церковь Пресвятой Богородицы (арм. Սուրբ Աստվածածին եկեղեցի; Сурб Аствацацин) — ныне утраченная армянская церковь, основанная в XII—XIII веках, располагавшаяся в селе Агбулаг Шахбузского района Нахичеванской Автономной Республики Азербайджана. Была полностью разрушена к 11 ноябрю 2011 года, что запечатлено на спутниковом снимке QuickBird.

## История
Церковь хорошо сохранилась к моменту, когда историк Аргам Айвазян обследовал её.
К 11 ноябрю 2009 года церковь была полностью стёрта,[чем?] после чего остался свободный участок земли.

## Устройство церкви
Церковь представляет собой однонефную базилику с двумя ризницами и залом.